# Cavelord
Cavelord ist ein Action-Adventure-Computerspiel aus dem Jahr 1985 von Axis Komputerkunst.
Der Held Telos sitzt auf seinem geflügelten Ross Pegamis und muss zwei Höhlen erkunden. Dabei wird er durch die gelegentlich entstehenden Nemesiden, ebenfalls fliegende Kreaturen, bedroht. Außerdem muss er sich vor den zuckenden Blitzen, ausbrechenden Vulkanen und Steinschlägen hüten. Bei Kontakt verliert er Stärkepunkte. Diese kann er begrenzt aufladen, indem er Stärkesymbole in den Höhlen aufsammelt. Herumhängende Lianen verlangsamen seine Bewegung, nicht jedoch die der Nemesiden. Das Abschießen der Nemesiden ist optional, eine Punktzahl existiert nicht.
Telos muss für sein Fortkommen diverse Gegenstände in den Höhlen finden und anwenden. Am Ende muss er die Krone, die dann in drei Teilen in den Höhlen verstreut ist, einsammeln und zu König Arud in der Nähe seines Startpunktes bringen.
Im Einspielermodus kann man nur in die Bewegungsrichtung schießen, im Zweispielermodus bewegt einer den Helden und einer feuert in eine beliebige Richtung ein Geschoss ab. Drei Schwierigkeitsgrade sind wählbar, die sich in der Höhe des Stärkeabzugs bei Kontakt mit den Widrigkeiten und in der Entstehungshäufigkeit der Nemesiden unterscheiden.
Bemerkenswert für das Spiel ist die große Zahl animierter Objekte auf dem Bildschirm: Lianen, Wasserfälle und Seen – sowie natürlich die schon erwähnten Blitze, Vulkane und Steinschläge. Es wird mitführend gescrollt, wenn der Spieler sich dem Bildschirmrand nähert.